# E・メイソン・ホッパー
E・メイソン・ホッパー（E. Mason Hopper, 1885年12月6日 - 1967年1月3日）は、アメリカ合衆国の映画監督、脚本家、俳優である。

## 人物・来歴
1885年（明治18年）12月6日、アメリカ合衆国のバーモント州エノスバーグに生まれる。
ヴォードヴィル俳優、食品加工業、野球選手などの職に就き、メリーランド大学カレッジパーク校の学生を経て、満25歳となった1911年（明治44年）、当時シカゴにあったエッサネイ・フィルム・マニュファクチャリング・カンパニー（エッサネイ・スタジオ）に入社する。1914年（大正3年）までに同社で1巻ものの短篇映画を量産する。1915年（大正4年）から、エクィタブル・モーション・ピクチャーズ・カンパニーやジェシー・L・ラスキー・フィーチャー・プレイ・カンパニー（フェイマス・プレイヤー＝ラスキン）、 アメリカン・フィルム・マニュファクチャリング・カンパニーを渡り歩き、1916年（大正5年）、ユニヴァーサル・フィルム・マニュファクチュアリング・カンパニー（現在のユニバーサル・ピクチャーズ）傘下に設立されたブルーバード映画で、ゾーイ・レイを主演に『小国民』を監督、同作は日本でも公開された。同年、フェイマス・プレイヤー＝ラスキンの兄弟会社パレス・ピクチャーズに入社、同社での監督作はパラマウント映画が配給した。1917年（大正6年）には、トライアングル・フィルム・コーポレーションに移籍している。
1920年（大正9年）、ゴールドウィン・ピクチャーズに移籍、エドワード・ピール・ジュニア主演ものを多く手がける。1923年（大正12年）からはコスモポリタン・プロダクションズに移籍している。1926年（大正15年）からはメトロポリタン・ピクチャーズに在籍した。1927年（昭和2年）、The Wise Wife 以降は、セシル・B・デミルのデミル・ピクチャーズで仕事をした。1929年（昭和4年）にはメトロ・ゴールドウィン・メイヤーに移籍している。1935年（昭和10年）、トム・キーン主演の Hong Kong Nights 以降は、監督としてはクレジットされていない。
1936年（昭和11年）、クレジットはされていないが、ジョージ・キューカー監督の『椿姫』のモブシーンを演出、1938年（昭和13年）には、満52歳にして、クラレンス・ブラウン監督の  Of Human Hearts の助監督を務めた。1943年（昭和18年）以降は、クレジットされない端役の役者に転向している。
1967年（昭和42年）1月3日、カリフォルニア州ロサンゼルス市ウッドランド・ヒルズで死去した。満81歳没。

## おもなフィルモグラフィ
特筆以外は監督のみである。Internet Movie Databaseの記述によれば、1930年代の書物にすでに350作を監督、400作のシナリオを執筆した旨の記述があるとのこと、作品は同サイトのリストに収まりきれていない。
- Mustang Pete's Love Affair : 1911年
- Mr. Wise, Investigator : 1911年 - 監督・脚本
- A Western Kimona : 1912年
- The Love Test : 1912年
- Alkali Ike in Jayville : 1913年
- The Capture : 1913年
- The Attic Above : 1914年 - 監督・脚本
- Actor Finney's Finish : 1914年
- Love and Soda : 1914年 - 監督・脚本
- The Labyrinth : 1915年
- The Birth of Character : 1916年
- Tangled Skeins : 1916年
- The Selfish Woman : 1916年
- 『小国民』 Gloriana : 主演ゾーイ・レイ、1916年 - 監督・原作
- The Right Direction : 1916年
- The Wax Model : 1917年
- The Prison Without Walls : 1917年
- The Spirit of Romance : 1917年
- As Men Love : 1917年
- The Hidden Spring : 1917年
- The Tar Heel Warrior : 1917年
- The Firefly of Tough Luck : 1917年
- 『改心の人』 The Regenerates : 主演ウォルト・ホイットマン、1917年
- Without Honor : 1918年
- 『桜子』 Her American Husband : 1918年
- The Answer : 1918年
- The Love Brokers : 1918年
- 『愛を盗む男』 Boston Blackie's Little Pal : 1918年
- Mystic Faces : 1918年
- Unexpected Places : 1918年
- Love's Pay Day : 1918年
- Wife or Country : 1918年
- 『乱暴スミス』（別題『スミスまた来い』） Come Again Smith : 主演ジャック・ウォーレン・ケリガン、1919年
- 『落陽の哀愁』 As the Sun Went Down : 主演エディス・ストーレイ、1919年
- Edgar and the Teacher's Pet : 主演エドワード・ピール・ジュニア、1920年
- The Adventures and Emotions of Edgar Pomeroy : 1920年
- Edgar's Hamlet : 主演エドワード・ピール・ジュニア、1920年
- 『学生時代』 It's a Great Life : 主演カレン・ランディス、1920年
- Edgar Camps Out : 主演エドワード・ピール・ジュニア、1920年
- Edgar's Little Saw : 主演エドワード・ピール・ジュニア、1920年
- 『天下の男』 Hold Your Horses : 1921年
- 『泣くな我が妻』 All's Fair in Love : 主演メイ・コリンズ、1921年
- 『女房改造』 Dangerous Curve Ahead : 1921年
- 『トントン拍子』 From the Ground Up : 1921年
- 『光栄の愚者』 The Glorious Fool : 主演ヘレン・チャドウィック、1922年
- 『女房征服』 Brothers Under the Skin : 主演パット・オマリー、1922年
- 『餓えたる心』 Hungry Hearts : 主演ブライアント・ウォッシュバーン、1922年
- 『漂泊の孤児』（別題『ダディー』） Daddy : 主演ジャッキー・クーガン、1923年
- 『恋の関門』 The Love Piker : 主演アニタ・スチュワート、1923年
- 『歓楽の不夜城』 The Great White Way : 主演アニタ・スチュワート、1924年
- 『建国の乙女』 Janice Meredith : 主演マリオン・デイヴィス、1924年
- 『霹靂の巨弾の下に』 The Crowded Hour : 主演ビーブ・ダニエルズ、1925年
- Paris at Midnight : 1926年
- Up in Mabel's Room : 1926年
- Almost a Lady : 1926年
- 『美人売約濟』 Getting Gertie's Garter : 主演マリー・プレヴォー、1927年
- Night Bride : 1927年
- The Wise Wife : 1927年
- My Friend from India : 1927年
- A Blonde for a Night : 1928年
- 『ラッシュ・アワー』 The Rush Hour : 主演マリー・プレヴォー、1928年
- 『なでしこ小僧』 The Carnation Kid : 主演ダグラス・マックリーン、1929年 - サイレント版
- 『少年軍兵士』 Square Shoulders : 主演ルイス・ウォルハイム、1929年
- Wise Girls : 1929年
- Their Own Desire : 主演ノーマ・シアラー、1929年
- Temptation : 1930年
- Shop Angel : 1932年
- Alias Mary Smith : 1932年
- Midnight Morals : 1932年
- No Living Witness : 1932年
- Her Mad Night : 1932年
- Sister to Judas : 1932年
- Malay Nights : 1933年
- One Year Later : 1933年
- Curtain at Eight : 1933年
- Hong Kong Nights : 1935年
- 『椿姫』 Camille : 監督ジョージ・キューカー、1936年 - モブシーン演出（ノンクレジット）
- Of Human Hearts : 監督クラレンス・ブラウン、1938年 - 助監督（ノンクレジット）
- Slightly Dangerous : 監督ウェズリー・ラッグルズ、1943年 - ノンクレジット出演・役Man in Newspaper Office
- The Man from Down Under : 監督ロバート・Z・レナード、1943年 - ノンクレジット出演・役Desk Clerk
- 『サンセット大通り』 Sunset Blvd. : 監督ビリー・ワイルダー、1950年 - ノンクレジット出演・役Doctor

## 関連事項
- エノスバーグ （en:Enosburgh, Vermont）
- ウッドランド・ヒルズ (ロサンゼルス市) （en:Woodland Hills, Los Angeles, California）
- エッサネイ・スタジオ （en:Essanay Studios）
- フェイマス・プレイヤー＝ラスキン （en:Famous Players-Lasky）
- アメリカン・フィルム・マニュファクチャリング・カンパニー （en:American Film Manufacturing Company）
- コスモポリタン・プロダクションズ （en:Cosmopolitan Productions）
- メトロポリタン・ピクチャーズ （en:Metropolitan Pictures）

## 註
1. 1 2 3 4 5 6 7 8 9 10 11 12 13 14 15 16  E. Mason Hopper, Internet Movie Database （英語）, 2010年4月25日閲覧。
2. ↑  E. Mason Hopper, allmovie, 2010年4月25日閲覧。
3. ↑  『ブルーバード映画の記録』 : 製作・著・発行山中十志雄・塚田嘉信、1984年4月、p.60-63.